# Michel Van Cuyck

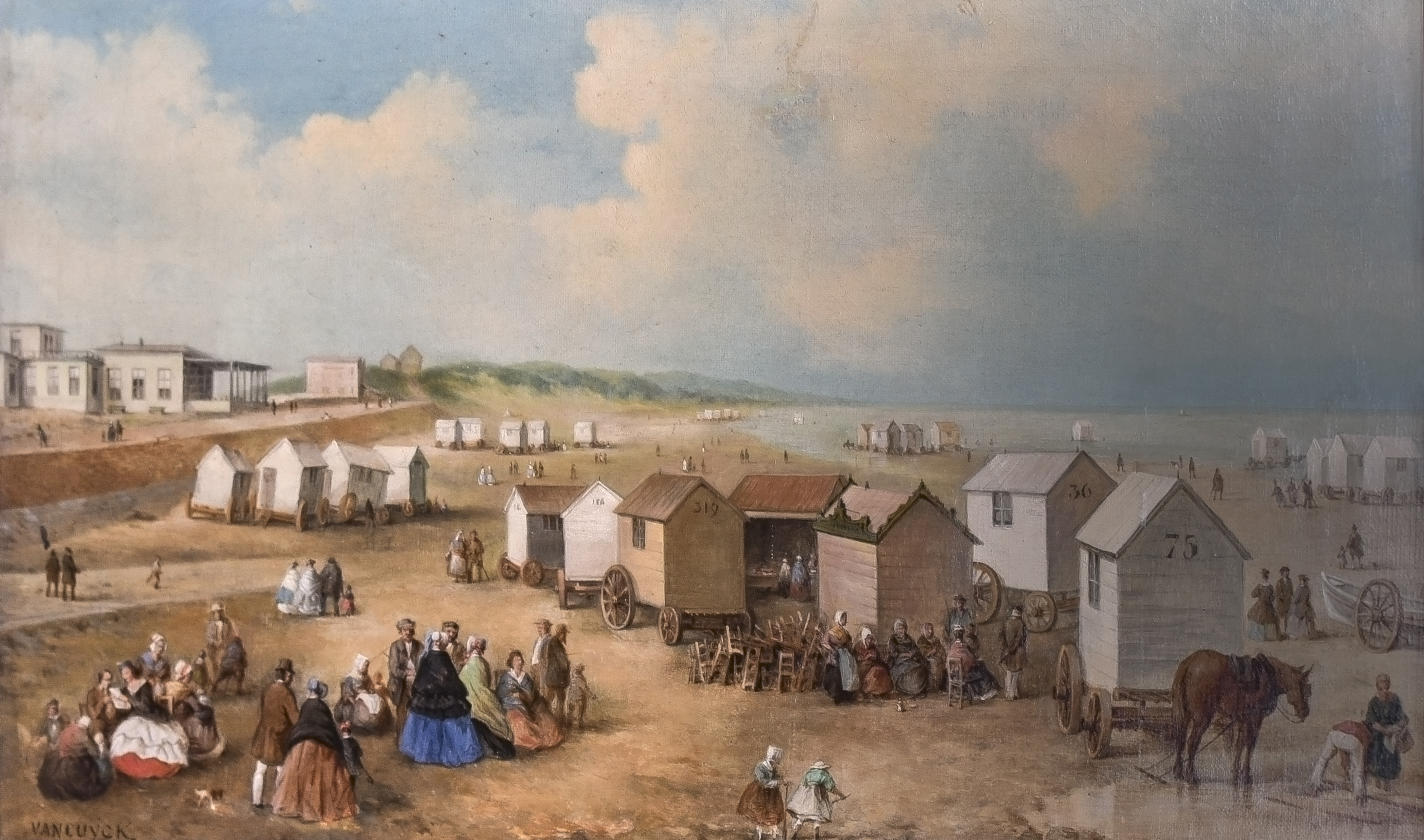
Gezicht op het strand van Oostende (1865)

Michel Thomas Antonius Van Cuyck (Oostende, 19 augustus 1797 - Oostende, 10 mei 1875) was een Belgisch olieverfschilder, aquarellist en lithograaf.
Hij was de zoon van zoon van Michel–Antoine Van Cuyck en Jeanne Marie Thérèse Kempe. Hij huwde op 11 september 1820 met Marie-Louise Vandevenne. Zijn broer Antoine-Hippolyte Van Cuyck was eveneens een kunstschilder.
Hij was de stichter van een kunstzinnige familie: zijn zonen Edouard-Johannes Van Cuyck (1828-1893), Michel Thomas Séraphin Van Cuyck (1822-1890) en zijn kleinzonen Michel-Julien Van Cuyck (1861-1930), Octavius-Ludovicus Van Cuyck (1870-1956) en Paul-Edouard-Alphonse Van Cuyck (1882-1957)  werden allemaal kunstschilder.

## Loopbaan
Op jonge leeftijd begon hij al als amateur met schilderen en studeerde daarna van 1811 tot 1817 aan de Brugse Kunstacademie, waar hij een eerste prijs won voor "Compositie." In 1817 vestigde hij zich in Oostende als kunstschilder, maar om rond te komen combineerde hij dit met een bedrijf in huisschilderwerken.
Op 12 december 1820 richtte hij samen met François Bossuet de "School voor Teeken- en Bouwkunde" in Oostende op, als gevolg van een algemeen besluit van koning Willem I op 13 april 1817. Tot 1874 gaf hij hier les in "tekenen naar gipsen en hoofden" en "tekenen naar ornamenten en torso's. Verschillende van zijn leerlingen verwierven later bekendheid: Edgar Baes (1837-1909), Lionel Baes (1839-1913), François Musin (1820-1888) en James Ensor (1860-1949). Deze laatste had echter geen hoge dunk van zijn "bedrieglijke spons- en tekentechniek van dit saai, geborneerd en doodgeboren metier"
Deze kunstacademie betekende voor Oostende een eerste stap naar een georganiseerd kunstleven. In 1867 werd de school omgevormd tot een Nijverheidsschool met technische opleidingen, maar ook met een afdeling voor schone kunsten.

## Oeuvre
Michel Van Cuyck schilderde in romantisch-realistische stijl Oostendse stadsgezichten, Oostendse volkstypes,en vooral marines en strandgezichten met de typische badkarren (geïntroduceerd in Oostende in 1784). Koning Leopold I had van Oostende een koninklijke residentiestad gemaakt, het begin van een ontwikkeling tot mondaine badstad. Michel Van Cuyck was hierbij een der eersten om ook het toeristisch aspect en de opkomende badcultuur van Oostende te belichten: wandelaars op de zeedijk, de badgasten en badkarren. Hij verwierf hiermee een zekere reputatie.
Hij schilderde eveneens Vlaamse kermissen en landschappen (o.a. Waals-Brabant en Zuid-Schotland) in biedermeierstijl. 
Hij portretteerde koningin Louise-Marie op haar sterfbed in Oostende (gereproduceerd als lithografie). Naar zijn schilderijen met Oostendse topografische onderwerpen werden litho's gemaakt door H. Borremans. 
Toen in 1827 een reusachtige walvis (om precies te zijn een blauwe vinvis) aanspoelde in Oostende maakte hij van dit curiosum een aantal schilderijen. Ze dienden als illustratie in een tentoonstellingspaviljoen met het geraamte van de walvis, waarmee Herman Kessels tientallen jaren op wereldtournee zou gaan. Dit skelet staat nu sinds 1865 tentoongesteld in het Zoölogisch Instituut van de Academie voor Wetenschappen in Sint-Petersburg.

## Verzamelingen
- Brussel, Museum van het Leger
- Oostende, Kunstmuseum aan Zee (verzameling Stad Oostende)
- Oostende, Stadsarchief.